# 达摩洞
达摩洞，位于南京市幕府山三台洞西，高90米。四周有明代碑刻和佛龛。

## 历史

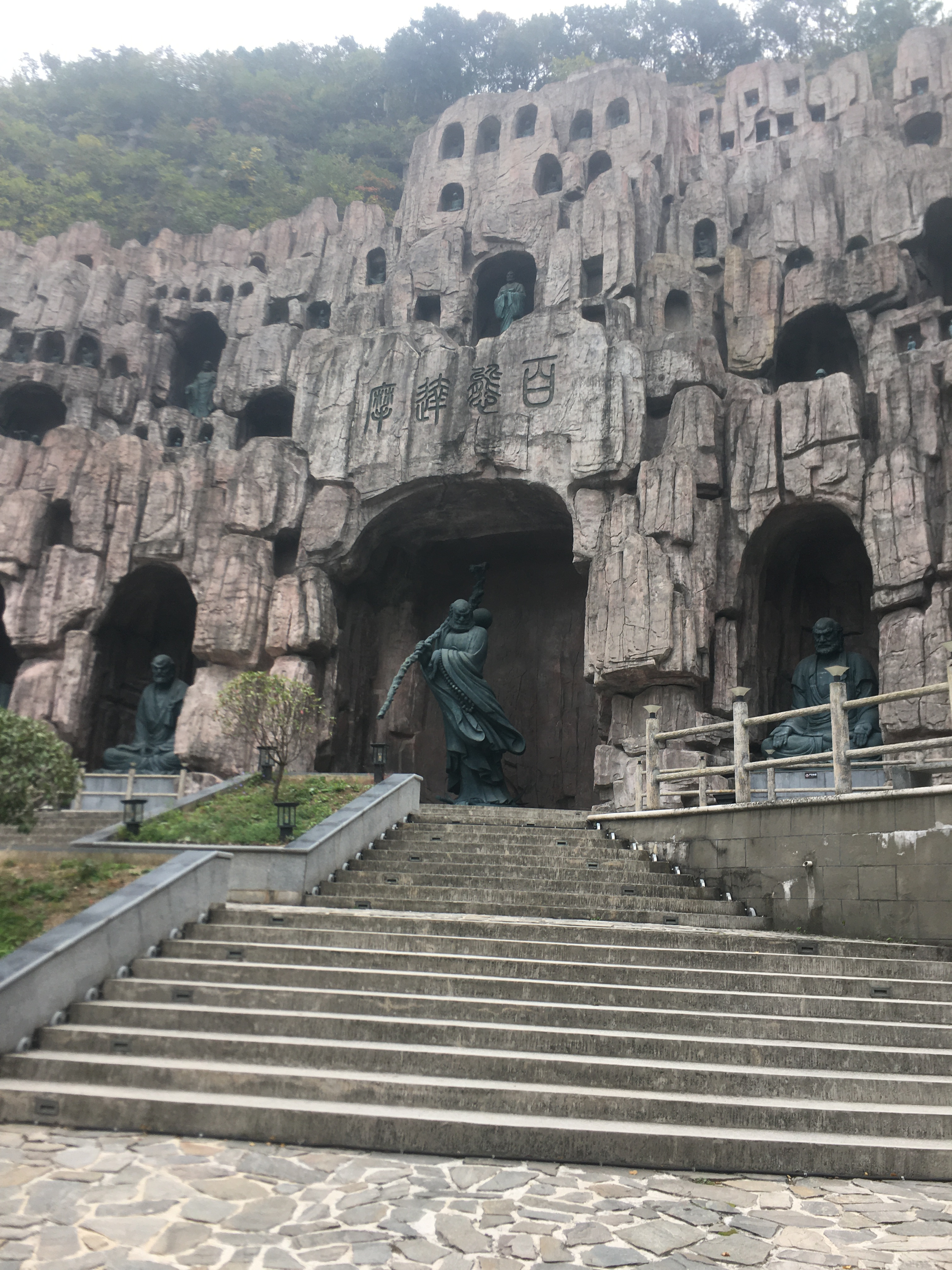
达摩古洞佛像

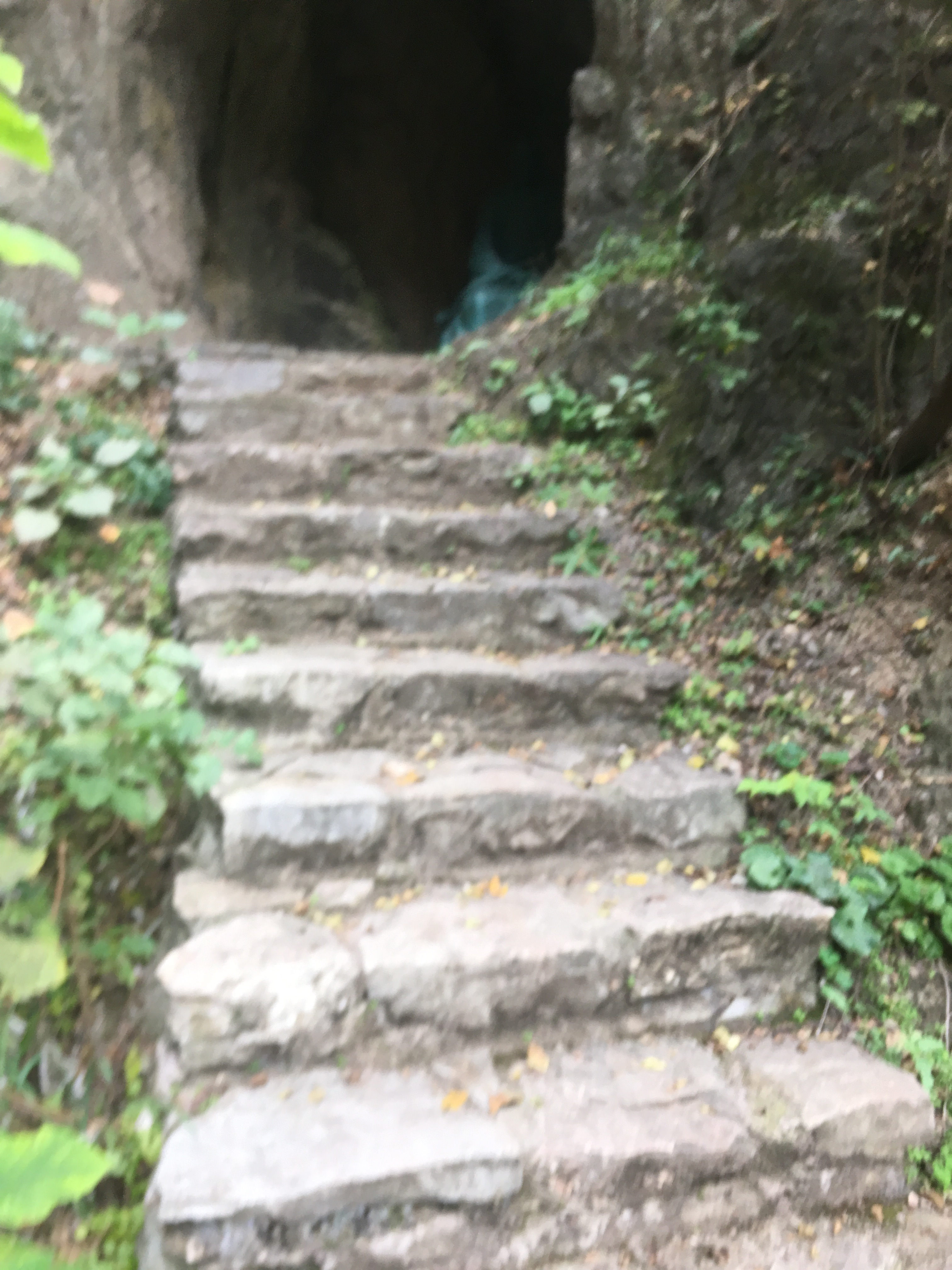
达摩古洞道路

梁大通元年，梁武帝迎达摩至建康。达摩的佛学思想不被接受，遂前往嵩山少林寺，相传北上前在此洞休息，故名。明代焦竑曾作诗《达摩洞》，清代达摩洞被评为金陵四十八景。

2016年8月1日，达摩洞景区建成，占地约18.5万平米，定价30元/人次。

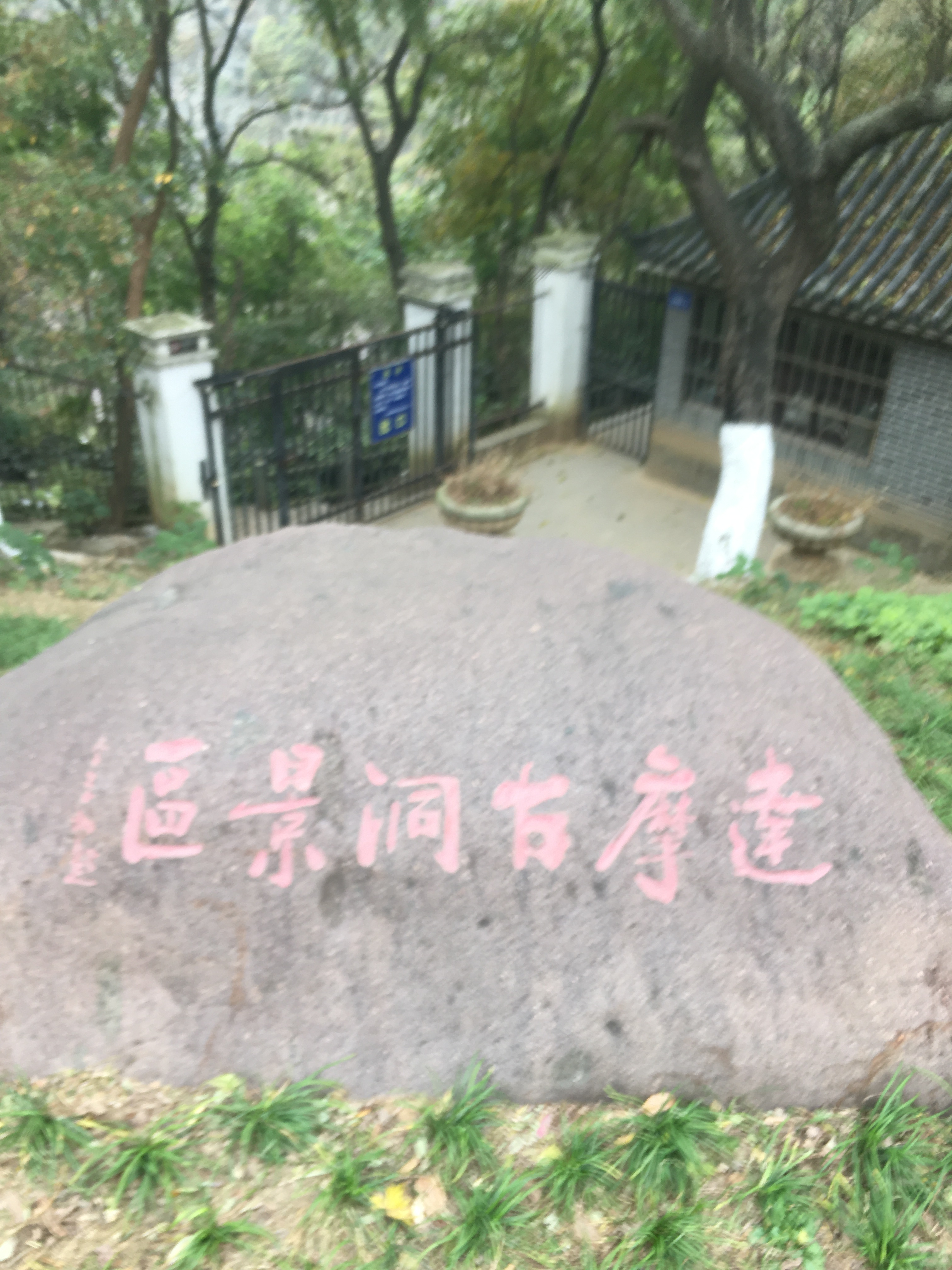
幕府山达摩古洞出口